# Тръстена (хижа)
Хижа „Тръстена“ се намира в подножието на връх Издремец, в Голема планина, дял от Западна Стара планина. Построена е през 1966 година и представлява двуетажна сграда с капацитет 34 места. Хижата е пункт от европейски маршрут E3 (Ком - Емине).

## Съседни обекти
| Изходни точки             | Изходни точки |
| ------------------------- | ------------- |
| село Лакатник             | 1,30 ч.       |
| село Гара Лакатник        | 3,00 ч.       |
| село Гара Бов             | 3,00 ч.       |
| Хижи                      |               |
| Пробойница                | 6,00 ч.       |
| Лескова                   | 6,00 ч.       |
| Други                     |               |
| връх Издремец             | 1,00 ч.       |
| манастир Седемте престола | 2,00 ч.       |